# ساسم همبيرتي
ساسم همبيرتي (الاسم العلمي:Dalbergia humbertii) هو نوع من النباتات يتبع جنس الساسم من الفصيلة البقولية.